# Valentino Fashion Group
Die Valentino Fashion Group (VFG) S.p.A., bis 2005 Italfashion S.p.A., war ein italienischer Modekonzern mit Sitz in Mailand, der 2012 nach der Übernahme durch die sich im Besitz der Herrscherfamilie von Katar befindliche Beteiligungsgesellschaft Mayhoola for Investments aufgelöst wurde. Zu den bekanntesten Marken der Gruppe gehörten die Modemarke Valentino und die Lizenzmarke M Missoni. Bis Ende 2009 gehörten zudem die Modemarke Hugo Boss und bis 2012 die Lizenzmodemarke Marlboro MCS Classics zum VFG-Portfolio. Mayhoola behielt die Valentino SpA bei und gab die Lizenz für M Missoni Mitte 2016 zur Saison 2018 an den Markeneigentümer Missoni zurück.

## Unternehmen
Die Valentino Fashion Group wurde 2005, nach der Aufspaltung des italienischen Textilkonzerns Marzotto in eine Textil- und eine Modesparte, als Holding etabliert und ging im selben Jahr an die Mailänder Börse. Der Marzotto-Konzern war von Luigi Marzotto (1773–1869) im Jahr 1836 als Textilfabrik Lanificio Luigi Marzotto & Figli in Valdagno (Provinz Vicenza) gegründet worden. Im Laufe der Jahre hatte Marzotto verschiedene Marken akquiriert, darunter 2002 die Modemarke Valentino. Der Unternehmer-Sohn und ehemalige Manager bei Gianfranco Ferré, Matteo Marzotto (* 1966), wurde daraufhin CEO der Valentino SpA und leitete von 2005 bis 2009 auch die Valentino Fashion Group.
Unter dem Dach der Valentino Fashion Group, der ehemaligen Modesparte Italfashion S.p.A. des Marzotto-Konzerns, befinden sich neben der Designer-Marke Valentino (Herren- und Damenmode) weitere eigene Mode-Labels wie Principe (Herrenmode), Portrait (Herrenmode), Oxon (Herrenmode) und Lebole (Herrenmode) sowie die Lizenzmarken Marlboro Classics (Herren- und Damen-Freizeitmode seit 1984) und M Missoni (Damenmode seit 1986). 2007 stieg die VFG zudem für einen Kaufpreis von 3,7 Mio. Dollar mit einer Beteiligung von 45 % bei der New Yorker Modemarke Proenza Schouler (Damenmode) ein. Diese Beteiligung wurde Mitte 2011 durch einen Verkauf an eine US-amerikanische Investoren-Gruppe für geschätzte 10 bis 20 Mio. Dollar auf 5 % reduziert. 
Seit der Aufspaltung 2005 wird die Textilsparte von der eigenständigen Marzotto S.p.A. kontrolliert, zu der neben Marzotto selbst auch die Marken Bassetti, Lanerossi, Guabello, Linificio, Marlane und Tessuti di Sondrio sowie Tochterunternehmen für Finanzen, Leasing, Service und Immobilien gehören. CEO der Marzotto SpA ist seit 2007 Sergio Tamborini; Matteo Marzotto ist Mitglied des Board of Directors.
Die Valentino Fashion Group erwirtschaftete 2006 einen Nettogruppenumsatz von 1,963 Milliarden Euro, davon entfielen 1,495 Milliarden auf die damalige Tochtergesellschaft Hugo Boss, an der VFG bis 2009 den Mehrheitsanteil besaß (Anteil 55,28 % mit 88,02 % Stimmrecht). Bereits 1991 hatte Marzotto die Hugo Boss AG mehrheitlich übernommen, welche dann 2005 ins VFG-Portfolio übernommen wurde. 
Von Mitte 2007 bis November 2007 übernahm die britische Beteiligungsgesellschaft Permira etappenweise 98 % des VFG-Grundkapitals von Marzotto. Über einen separaten Aktienkauf hatte sich Permira 90 % der Stimmrechte an Hugo Boss gesichert. Der Gesamt-Wert der Transaktion (Valentino Fashion Group und Hugo Boss) wird von Permira mit 5,343 Mrd. Euro angegeben. Die VFG-Aktie wurde infolge vom Markt genommen. Ende 2007 verließ der Mode-Designer Valentino Garavani die Valentino S.p.A., nachdem Permira seinen Vertrag nicht verlängert hatte. Nachfolger von Matteo Marzotto als VFG-CEO wurde Stefano Sassi. Sassi war seit 2006 als Nachfolger von Antonio Favrin Geschäftsführer der Valentino S.p.A. gewesen. 
Ende 2009 gliederte der Eigentümer Permira die Marke Hugo Boss, welche 2008 zu 76 % des Umsatzes und fast 90 % des Gewinns von VFG beigetragen hatte, aus der Gruppe aus. Hugo Boss gehört seither zum Luxemburger Permira-Fonds Red & Black Lux S.à r.l. Holding, der Muttergesellschaft der Valentino Fashion Group bis 2012. Obwohl Hugo Boss als Teil der VFG von Marzotto an Permira verkauft worden war, bestellte Permira im Frühjahr 2010 Marzotto-Familienmitglieder in den Aufsichtsrat von Hugo Boss, was Verkaufsgerüchte aufkommen ließ, die allerdings dementiert wurden. Der Marzotto-Familie gehören ca. 22 % an der Red & Black Holding; der Rest ist im Besitz von Permira. Zum Stand 2012 war Permira mit 89 % der Stimmrechtsanteile im Besitz von 66 % des Stammkapitals von Hugo Boss.
2011 wies der VFG-Konzern eigenen Angaben zufolge einen Umsatz von 322 Mio. Euro auf. Das operative Ergebnis vervierfachte sich auf 22,2 Mio. Euro.
Im Juli 2012 gab Permira zusammen mit der Familie Marzotto den Verkauf der Valentino Fashion Group inklusive der Lizenzmarke M Missoni an die staatseigene Investmentgruppe Mayhoola for Investments aus dem Emirat Katar bekannt. Der Kaufpreis wurde auf mehr als 600 Mio. Euro geschätzt. Die Lizenzmarke MCS Classics und die Marke Hugo Boss (über die Red & Black Holding zusammen mit Marzotto) verblieben zunächst bei Permira. MCS Classics wurde 2013 von Permira an die britische Investmentgesellschaft Emerisque Brands, die im gleichen Jahr auch vier Untermarken der Moncler-Gruppe aufkaufte, verkauft und firmiert seither als MCS Cavaliere S.r.l. Von ihren Hugo Boss Anteilen trennte sich Permira Anfang 2015 über Verkäufe auf dem Aktienmarkt. Mayhoola löste die Valentino Fashion Group auf und führt die Marke Valentino seither neben anderen Marken, wie Pal Zileri (seit 2012) und Balmain (seit 2016), im eigenen Portfolio weiter.